# Classe K (destroyer)
Pour les autres classes de navires du même nom, voir classe K.
La classe Acasta, rebaptisée classe K en septembre 1913, est une classe de destroyers britanniques.

## Conception
20 exemplaires en ont été construits entre 1912 et 1913 sur différents chantiers britanniques :
- John Brown & Company de Clydebank
- Hawthorn Leslie and Company de Newcastle upon Tyne
- Harland and Wolff de Belfast.
- Swan Hunter de Wallsend
- Fairfield Shipbuilding and Engineering Company de Glasgow
- John I. Thornycroft & Company de Woolston

Ces contre-torpilleurs ont leurs chaudières alimentées au fioul et non au charbon.

## Service

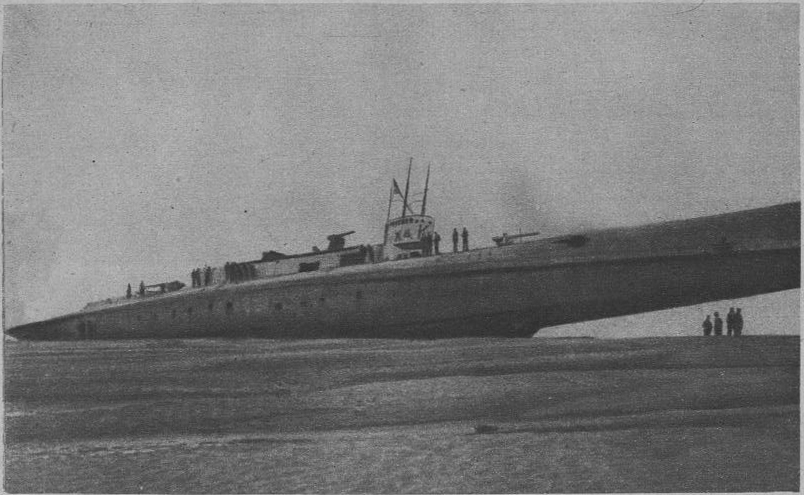
Un sous-marin de classe K en cale sèche involontaire.

Ils ont opéré durant la Première Guerre mondiale, pendant laquelle 7 d'entre eux ont été perdus.